# Тоолайлыг
Тоолайлыг (тув.  Тоолайлыг ) — село в составе Монгун-Тайгинского кожууна Республики Тыва Российской Федерации. Административный центр и единственный населённый пункт сумона Тоолайлыг.

## География
Село находится вблизи впадения реки Тоолайлыг в реку Барлык. В рамках строительства Мини-ГЭС отведено русло реки Барлык.

## Население
| 2002 | 2010 | 2011 | 2012 | 2013 | 2014 | 2015 |
| ---- | ---- | ---- | ---- | ---- | ---- | ---- |
| 127  | ↗163 | ↘162 | ↘161 | →161 | ↗162 | →162 |
| 2016 | 2017 | 2018 | 2019 | 2020 | 2021 |      |
| ↘161 | →161 | ↘160 | ↘159 | ↘158 | ↘137 |      |

## Транспорт
Труднодоступное село

## Инфраструктура
Начальная школа, пришкольный лагерь действует летом. Тоолайлыгская общеобразовательная начальная школа открыта в 2002 г.
Сельский клуб (построен самими сельчанами)
Мини-ГЭС строится «На стыке рек Тоолайлыг и Барлык»

## Экономика
Основное занятие населения села, как и всего кожууна (района) — овцеводство. Также разводят сарлыков (яков), коз.